# Hetzelstift
Das Marienhaus Klinikum Hetzelstift, kurz Hetzelstift, in Neustadt an der Weinstraße (Rheinland-Pfalz) ist ein Krankenhaus der Grund- und Regelversorgung sowie ein Akademisches Lehrkrankenhaus der Universitätsmedizin Mainz. Es ist die einzige Klinik der pfälzischen Stadt.

## Geographische Lage
Das Krankenhaus mit der Anschrift Stiftstr. 10 liegt im südlichen Bereich der Kernstadt auf etwa 145 m ü. NHN Höhe nahe der Bundesstraße 39, die dort in Richtung Speyer und Landau aus der Stadt hinausführt.

## Geschichte

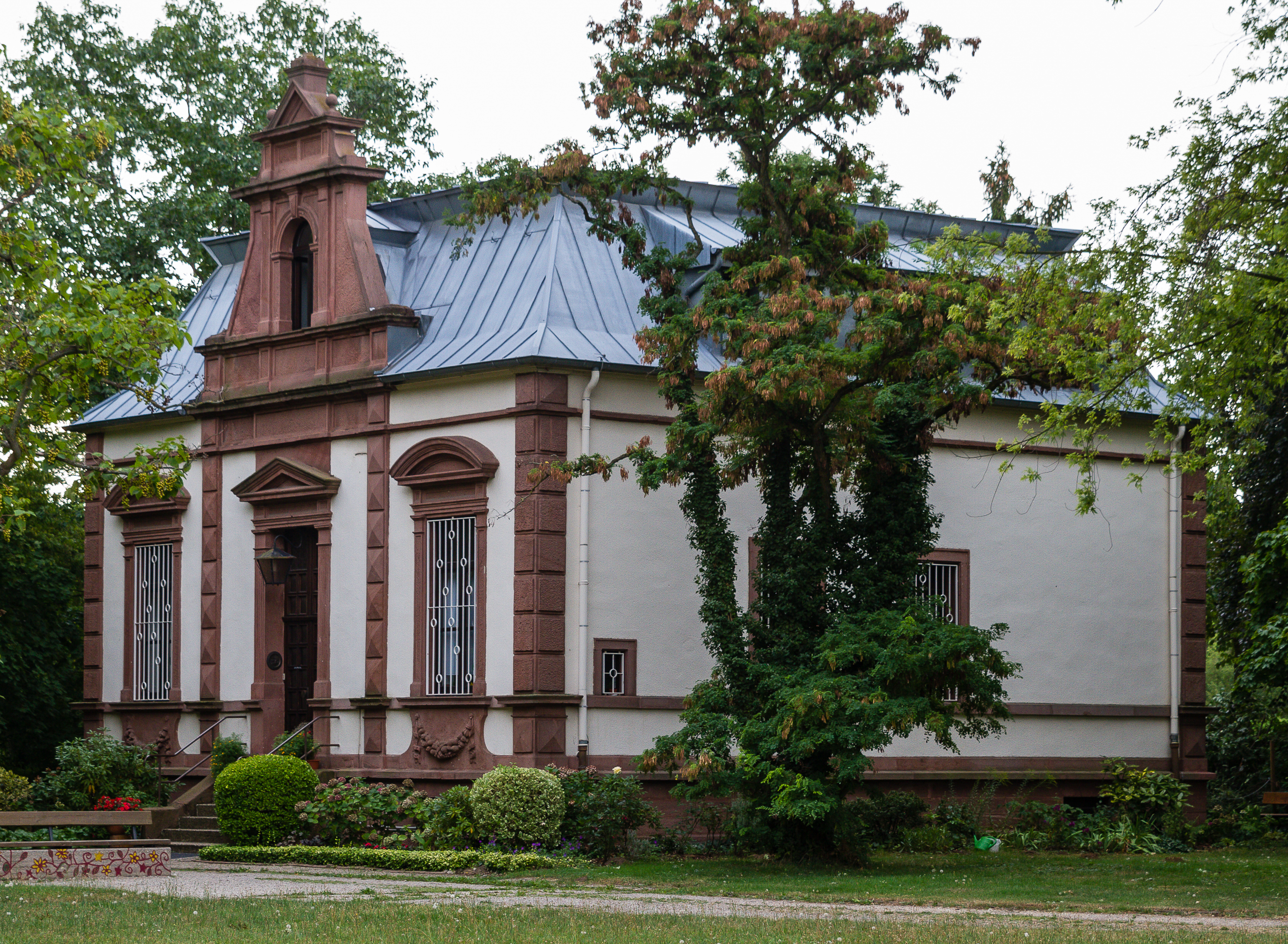
Ehemaliges Siechenhaus

Das Krankenhaus entstand im Königreich Bayern aufgrund einer Zustiftung des namengebenden Bankiers Friedrich Hetzel (1804–1886) aus dem Jahr 1879. Der Bau wurde 1886, im Sterbejahr des Stifters, begonnen, 1889 erfolgte die Einweihung.
Seit 1981 betreiben die Franziskanerinnen von Waldbreitbach die Einrichtung, die zu den Marienhaus-Kliniken gehört.
Auf dem Gelände ist das als Baudenkmal geschützte Siechenhaus aus der Gründerzeit erhalten.

## Heute
Seit dem 1. Juli 2017 führt das Hetzelstift die Bezeichnung des Klinikverbunds auch offiziell im Namen. Es beherbergt folgende Fachabteilungen:
Anästhesie und Intensivmedizin (inkl. Palliativmedizin), Innere Medizin, Unfallchirurgie, Viszeralchirurgie, Gefäßchirurgie, Gynäkologie und Geburtshilfe, Urologie und Kinderurologie.
Im Gebäude befinden sich außerdem die Bereitschaftspraxis der niedergelassenen Ärzte, welche sich die Räumlichkeiten mit einer allgemeinmedizinischen Praxis des Marienhaus-MVZ teilt, eine gefäßchirurgische Praxis, das Bildungszentrum am Krankenhaus Hetzelstift (ehemals Krankenpflegeschule) sowie Teile der Verwaltung der Marienhaus GmbH Waldbreitbach.
Auf dem Gelände gibt es einen Hubschrauberlandeplatz für Notfälle sowie einen Kinderspielplatz. Der ÖPNV bedient das Klinikum mit einer Bushaltestelle in der Grainstraße auf der Rückseite der Einrichtung sowie der Haltestelle „Hetzelstift“ in der unterhalb des Klinikgelände verlaufenden Landauer Straße.